# Talbrücke Rinsdorf
Die Talbrücke Rinsdorf ist eine Autobahnbrücke im Zuge der Bundesautobahn 45 (Sauerlandlinie) zwischen den Anschlussstellen 22 („Siegen-Süd“) und 23 („Wilnsdorf“). Sie überquert den Heckenbach oberhalb von Rinsdorf, einem Ortsteil Wilnsdorfs.
Die 1967 eröffnete Talbrücke wird derzeit ersetzt und auf sechs Spuren erweitert, da sie den Anforderungen des Verkehrs nicht mehr entspricht. Sie war seit Dezember 2011 für Fahrzeuge über 44 Tonnen gesperrt. Für LKW wurde ein Mindestabstand von 50 Metern auf der Brücke vorgeschrieben sowie ein Überholverbot eingerichtet. Sie hatte nur einen Überbau für beide Fahrtrichtungen. Deshalb musste zunächst eine Brücke 20 m neben ihr errichtet werden, die den gesamten Verkehr übernehmen konnte und später die Richtungsfahrbahn Nord überführt. Dann wurde die alte Brücke gesprengt und an ihrer Stelle die Brücke für die Richtungsfahrbahn Süd gebaut. Abschließend wurde die erste Brückenhälfte neben die zweite Hälfte geschoben.

## Ursprüngliche Brücke
Die ursprüngliche Brücke hatte drei Fahrspuren Richtung Frankfurt und zwei Fahrspuren und einen Standstreifen Richtung Dortmund. Sie war 485 m lang und 32 m breit. Aus technischer Sicht war es eine neunfeldrige Spannbeton-Fertigteilbrücke.
Bei einer Bauwerksprüfung im Juni 2013 erhielt sie nur noch die Zustandsnote 3,0.

## Neue Brücke
Man begann 2017 mit dem Bau der ersten Hälfte der neuen Brücke. Als sie fertig war und den Verkehr beider Richtungen übernehmen konnte, wurde die alte Brücke am 6. Februar 2022 gesprengt. Nach Angaben der Autobahn GmbH ist in Deutschland nie zuvor eine so hohe Autobahnbrücke gesprengt worden.
Die neue Brücke wird in jeder Fahrtrichtung drei Fahrspuren und einen Standstreifen haben und aus zwei weitgehend baugleichen, voneinander unabhängigen Bauwerken bestehen. Sie wird wieder 485,5 m lang, aber insgesamt 38,7 m breit sein (18,72 m + 19,87 m + eine 10 cm breite Fuge zwischen den Bauwerken). Ihre beiden im Grundriss gekrümmten Durchlaufträger werden sieben Felder überspannen mit Pfeilerachsabständen von 55 + 2×70 + 100 + 2×70 + 50 m.
Jedes Brückenbauwerk hat einen trapezförmigen einzelligen stählernen Hohlkasten, der am Obergurt 4,3 m und am Untergurt 5,8 m breit ist und eine gleichbleibende Bauhöhe 4,0 m hat. Er bildet einen Verbund mit der weit auskragenden Betonfahrbahnplatte, die durch Stahldruckstreben abgestützt wird.
Wenn die zweite Brückenhälfte fertiggestellt sein wird, übernimmt sie kurzfristig den Verkehr beider Richtungen. Die erste Brücke wurde dann samt ihren Pfeilern um die 20 m an die zweite Brücke herangeschoben.
Die nahegelegene Talbrücke Rälsbach wird von der gleichen Baufirma in Rahmen eines Bauauftrages und einer einheitlichen Baustelle ebenfalls ersetzt und verbreitert.